# 高橋摩衣
高橋 摩衣（たかはし まい、1982年5月28日 - ）は、日本の女性タレント、モデル。東京都出身。夫はJRA所属騎手の宮崎北斗。

## 略歴
- 2003年、バレーボールワールドカップ2003・スーパーチアダンサーズ「SO-LE」メンバーの一人としてパフォーマンス及びプロモーション活動を行う。
- 2005年、期間限定のユニット「煩悩ガールズ」に参加。その後はテレビ番組のアシスタントやリポーター等幅広く活動。
- 2011年6月9日、JRA騎手の宮崎北斗と入籍。

## 人物
- 趣味は料理。
- 特技はジャズダンス、エアロビクス、書道（二段）。
- 兄が1人いる。

## 出演

### テレビ番組
- さんまのSUPERからくりTV（TBS） - アシスタント
- 釣り・ロマンを求めて（テレビ東京）
- なりギャル.TV（千葉テレビ）
- 明石家サンタの史上最大のクリスマスプレゼントショー（2007年 - 2010年、フジテレビ） - アシスタント
- ターフトピックス（2007年 - 2008年、JRA競馬場・ウインズ場内放送、グリーンチャンネル）
- 金曜かわら版（2009年4月 - 2011年3月、千葉テレビ） - MC
- BOOMER Do!（J SPORTS）
- Hometown いたばし（ジェイコム東京） - リポーター
- オフ娘!（ジェイコム千葉） - リポーター
- QUEEN'S PAD（2011年、BS11） - アシスタント
- 埼京伝説（2011年10月 - 2012年12月、ジェイコム東京） - レギュラー

### CM
- マクドナルド
- 横浜市水道局

### 雑誌
- デジタルカメラマガジン（インプレス）
- Car Sensor（リクルート）

## 作品

### CD
- 煩悩ガールズ「い・け・な・いルージュマジック」（2005年）

### 写真集
- 100+8 SEXY GIRLS FROM V.S.O.O.P 煩悩ガールズ 密封写真集（2005年11月18日、講談社）ISBN 4-06-307753-5

### DVD
- THE GREATEST HITS 煩悩ガールズ（2005年12月16日）